# Ulster American Folk Park

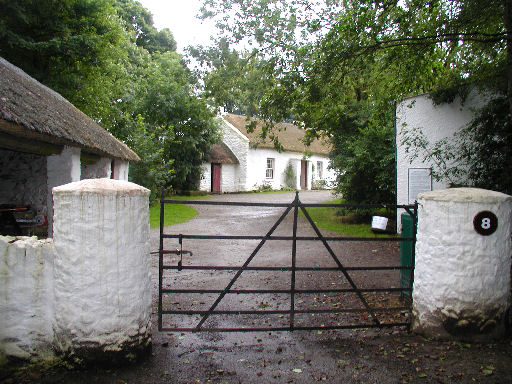
Mellon House im Park, 2004

Der Ulster American Folk Park bei Omagh in Nordirland ist ein 1976 gegründetes Migrations- und Freilichtmuseum. Das Museum erzählt die Geschichte von drei Jahrhunderten irischer Emigration.
Die Museumsanlage ist um das Mellon House gruppiert, aus dem die irisch-amerikanische Bankerfamilie Mellon hervorging. Ausgestellt sind die ärmlichen Lebensverhältnisse zur Zeit der irischen Auswanderung, der maßstabgetreue Nachbau eines Auswandererschiffs und eine Reihe von Häusern, die aus Amerika in den Park versetzt wurden und als Ausstellungsräume dienen. 2019 wurde der Ulster American Folk Park von rund 113.000 Personen besucht. 2024 betrug die Besucherzahl etwa 78.000 Personen.

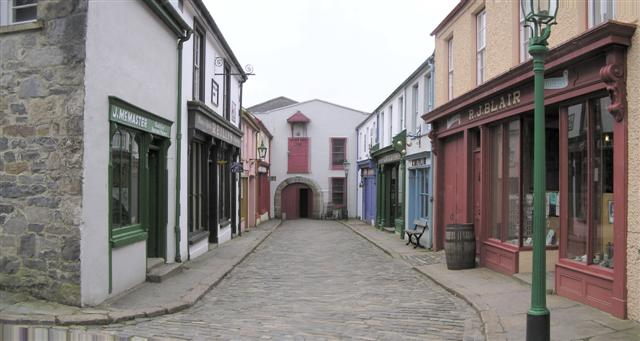
Straßenansicht
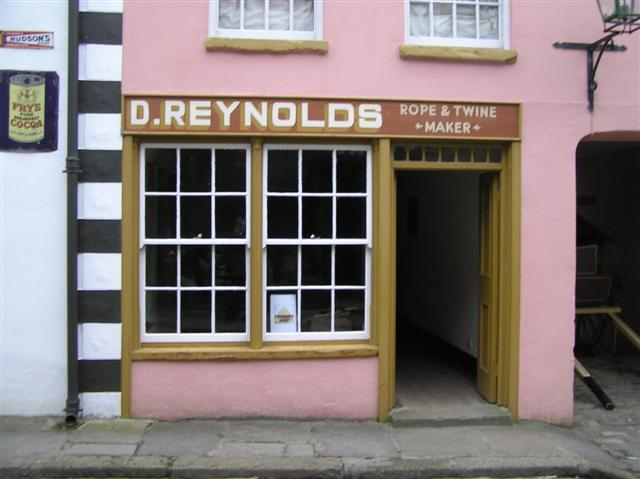
Taumacherladen
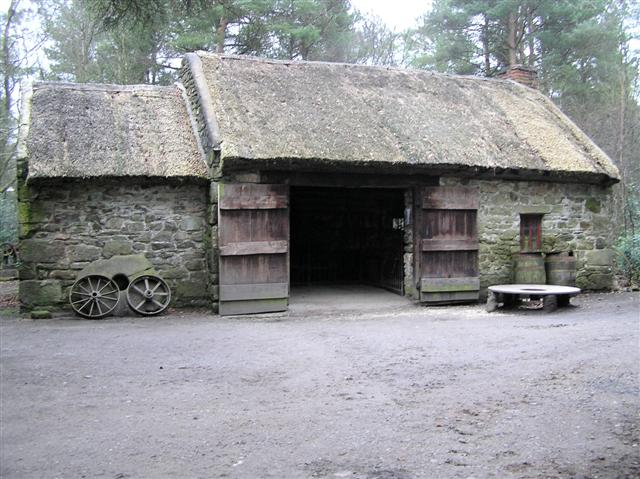
Schmiede, 19. Jahrhundert
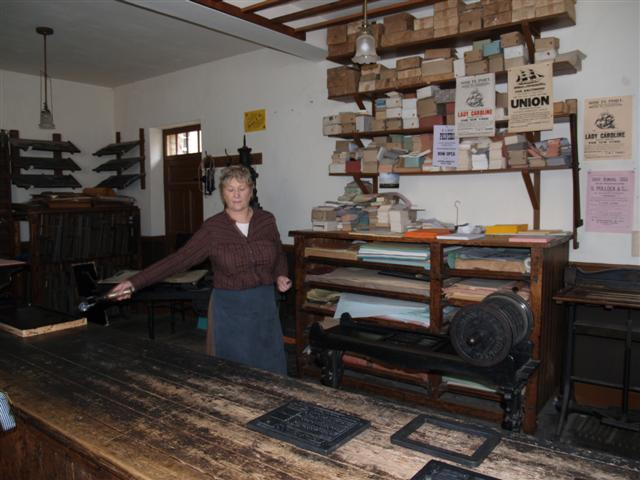
Druckerei